# Katekolamin
A katekolamin egy monoamin neurotranszmitter, szerves vegyület, amelyben a pirokatechin gyűrűn (angolul catechol, két szomszédos hidroxilcsoportot tartalmazó benzol) egy amin oldallánc található.
A katekolaminok a tirozin nevű aminosavból származtathatók, melyhez a táplálékkal vagy fenil-alaninból történő szintézissel jutunk. A katekolaminok vízoldékony vegyületek, a vérkeringésben 50%-ban a plazmafehérjékhez kötődnek.
A katekolaminok közé tartozik az adrenalin (epinefrin), a noradrenalin (norepinefrin), illetve a dopamin. Az adrenalint és a noradrenalint a mellékvesevelő állítja elő, a mellékvesén belül, az úgy nevezett üss vagy fuss reakció keretén belül.
A tirozin a fenil-alaninból keletkezik hidroxiláció útján a fenil-alanin hidroxiláz enzim segítségével. A tirozin az emésztés során is felszabadulhat az emésztőfehérjék segítségével. A katekolamin-kiválasztó sejtek számtalanszor reakcióba lépnek, hogy tirozint állítsanak elő sorozatosan és levodopa jöjjön létre, amiből dopamin keletkezik. Sejttípustól függően a dopamin később noradrenalinná, vagy további átalakulás után adrenalinná válhat a szervezetben.
Számos stimuláns gyógyszer (mint például a szubsztituált amfetaminok) katekolamin-analógok.

## Szerkezete
A katekolaminok molekulájában két hidroxilcsoportot tartalmazó benzolgyűrű, valamint egy közbenső etilénlánc és egy terminális amincsoport található. A feniletanolaminok, például a noradrenalin etilénláncán egy hidroxilcsoport is található.

### Termelődése és lebomlása
A katekolaminok a kromaffin sejtekben termelődnek a mellékvesevelőn belül, a posztganglionikus idegrostok területén a szimpatikus idegrendszeren belül. A dopamin, amely a központi idegrendszeren belül neurotranszmitterként szolgál, nagy mennyiségben termelődik az agytörzsön belül a ventrális tegmentális területen belül, illetve a feketeállományon belül, melyekből az utóbbi neuromelanin-pigmentált idegsejteket tartalmaz. Az agytörzs Locus coeruleus nevű részén a hasonló módon neuromelanin-pigmentált sejttestek termelik a noradrenalint. Az adrenalintidegsejtek kis csoportja termeli az emberi agyon belül az úgynevezett feniletanolamin-N-metiltranszferáz enzimek szintézisének segítségével.

### Bioszintézise
A dopamin az első katekolamin, ami a DOPA-ból szintetizálódik. Ebből következik az, hogy a noradrenalin és az adrenalin a dopamin további metabolikus módosulásai során jön létre. A dopamin-hidroxiláz enzimnek szüksége van rézre kofaktorként, valamint a DOPA-dekarboxiláz enzimnek pedig piridoxál-foszfátra van szüksége az átalakítási folyamatokhoz. A katekolamin elsődlegesen metabolikus úton történő bioszintézisének sebességmeghatározó lépése az L-tirozin L-DOPA-vá történő hidroxilációja. A katekolamin szintézist gátolja az alfa-metil-p-tirozin (AMPT), amely a tirozin hidroxiláz enzimet gátolja.
A fenil-alanin és a tirozin aminosavak a katekolaminok előfutárai. Mindkét aminosav magas koncentrációban van jelen a vérplazmában, illetve az agyban. Az emlősöknél a tirozin a fenil-alaninból alakul ki az emésztési folyamatok során a fenil-alanin hidroxiláz enzim közreműködésével, mely nagy mennyiségben található meg a májban. A fenil-alanin hidroxiláz enzim elégtelen mennyisége miatt fenilketonuria alakulhat ki, amely az értelmi szint csökkenésével járhat, amennyiben nem megfelelő táplálékminőség párosul hozzá. A katekolamin-szintézis általában a tirozinnal kezdődik. A tirozin-hidroxiláz enzim alakítja át az L-tirozin aminosavat 3,4-dihidroxifenilalaninná, azaz (L-DOPA) jön létre. Az L-tirozin hidoxilációja a tirozin-hidroxiláz enzim által eredményezi az L-DOPA dopamin előjelét, amelyet az aromás L-aminosav dekarboxiláz enzim metabolizált transzmitter dopaminná. Ez az átalakulás nagyon gyorsan végbe megy, ezért bonyolult mérni az agyban az L-DOPA szintjét az aromás L-aminosav dekarboxiláz enzim működésének meggátolása nélkül. Az idegsejtekben, amelyek dopamint használnak transzmitterként, az L-DOPA dekarboxilációja dopaminná, a transzmitter átalakulási folyamatának végső formája. Ugyanakkor ezek az idegsejtek noradrenalint és adrenalint használnak transzmitterként, a dopamin-β-hidroxiláz enzim is jelen van, mivel ez az enzim alakítja át a dopamint noradrenalinná. Más idegsejtekben, ahol az adrenalin a transzmitter, egy harmadik enzim, a feniletanolamin-Ν-metiltranszferáz alakítja át a noradrenalint adrenalinná. Habár azon sejtek, amelyek adrenalint használnak transzmitterként, azok négy enzimet tartalmaznak (tirozin-hidroxiláz, aromás L-aminosav dekarboxiláz, dopamin-β-hidroxiláz, illetve feniletanolamin-Ν-metiltranszferáz), ugyanakkor a noradrenalint használó idegsejtek már csak három (a feniletanolamin-Ν-metiltranszferáz kivételével), továbbá a dopamint használó idegsejtek már csak kettő enzimet (tirozin-hidroxiláz és aromás L-aminosav dekarboxiláz) tartalmaznak.

### Lebomlása
A katekolaminok felezési ideje a véráramban néhány perc. A katekolaminok lebontásában a katekol-O-metiltranszferáz vagy a monoamin-oxidáz enzimek vesznek részt.

## Fordítás
Ez a szócikk részben vagy egészben  a   Catecholamine című angol Wikipédia-szócikk ezen változatának fordításán alapul.  Az eredeti cikk szerkesztőit annak laptörténete sorolja fel. Ez a jelzés csupán a megfogalmazás eredetét és a szerzői jogokat jelzi, nem szolgál a cikkben szereplő információk forrásmegjelöléseként.